# Moritz Heller
Johann Moritz Heller (* 14. Oktober 1768 in Niederwildungen; † 21. Mai 1839 ebenda) war ein deutscher Kaufmann, Bürgermeister und Politiker.

## Leben
Heller war der Sohn des zu Vermögen gekommenen Kassierers am Wildunger Brunnen Conrad Heller (* 10. Dezember 1727 in Fambach; † 7. Juni 1779 in Nieder-Wildungen) und dessen Ehefrau Anna Magdalena geborene Schleiermacher (* 17. Dezember 1731 in Nieder-Wildungen; † 24. September 1799 ebenda). Er war evangelisch und heiratete am 6. April 1801 in Hilmes, Amt Landeck im Fürstentum Hersfeld Christine Elisabeth Schmitt (* 28. Dezember 1767; † 5. März 1848 in Nieder-Wildungen), evangelisch-reformiert, die Tochter des Fürstlich Hessischen Amtmanns zu Landeck Johann Peter Schmitt (* 25. August 1721; † 29. Dezember 1771 in Schenklengsfeld) und der Anna Catharina Lampmann (* 13. Juli 1737 in Schenklengsfeld; † 16. März 1808 ebenda). Die gemeinsame Tochter Christiane Amandine Heller (1808–1884) heiratete Wilhelm Gleisner.
Heller stand nach dem Tod des Vaters zunächst unter Vormundschaft des Stadt- und Landschultheißen Johann Henrich Mogk in Nieder-Wildungen. Er besuchte die Schule in Nieder-Wildungen. Im Jahr 1784 wurde er am Landesgymnasium in Korbach als Schüler wegen „Vermögenslosigkeit“ abgelehnt. Er wurde Schreiber bei Amtmann Johann Christoph Wangemann in Rauschenberg.
Vom 14. September 1793 bis Ostern 1799 arbeitete er als Mädchenlehrer in Nieder-Wildungen und trat dann von seiner Stelle zugunsten seines Schwagers Johann Christian Arnold, aus Heringhausen, zurück. 1799 war er Kaufmann (Woll- und Weinhandel) in Nieder-Wildungen, zugleich auch Brunnenkassierer und Akziseerheber. Daneben wird er noch als Akziseschreiber am Oberrentamt der Eder zum Administrator der Wildunger Brunnen und Brunnenkommissar genannt. Er war Hansebruder.
Zwischen 1816 und 1818 amtierte er als Bürgermeister der Stadt Nieder-Wildungen. Als solcher war er vom 18. März 1816 bis 1818 Mitglied des Landstandes des Fürstentums Waldeck. Von 1821 bis 1822 war er Mitglied der Distriktsarmendirektion im Oberjustizamt der Eder.